# 麻田豊
麻田 豊（あさだ ゆたか、1948年8月24日 - 2022年10月25日）は、日本のインド・イスラーム文化研究者。元東京外国語大学准教授。専門は、ウルドゥー文学、インド・イスラーム文化論。

## 略歴
- 1972年3月 東京外国語大学外国語学部インド・パーキスターン語学科卒業
- 1974年3月 東京外国語大学大学院外国語学研究科修士課程修了[2]
- 1976年4月 在カラチ日本国総領事館広報センター職員
- 1978年10月 大阪外国語大学外国語学部 助手
- 1981年7月 同 講師
- 1981年10月 東京外国語大学外国語学部 講師[2]
- 1988年4月 同 助教授
- 2009年4月 東京外国語大学世界言語社会教育センター 准教授（大学院重点化により所属変更）
- 2009年8月 東京外国語大学 退職
- 2022年10月25日 心臓発作により死去